# 드라고슈 부쿠르
드라고슈 부쿠르(루마니아어: Dragoș Bucur, 루마니아어 발음: [ˈdraɡoʃ ˈbukur], 1977년 6월 13일~)는 루마니아의 배우이다.

## 작품 목록

### 영화
- 투 로터리 티켓 (2016년)
- 들개 (2016년)
- 미라지 (2014년)
- 라이드 어롱 (2014년) - 마르코 역
- 루미니타 (2013년) - 가브리엘 역
- 러브 빌딩 (2013년)
- 창녀와 크리스마스 (2013년)
- 화요일, 크리스마스 뒤에 (2010년)
- 웨이 백 (2010년)
- 경찰, 형용사 (2009년)
- 부기 (2008년)
- 유스 위드아웃 유스 (2007년) - 바텐더 역
- 암호명 (2006년)
- 라자레스쿠씨의 죽음 (2005년)
- 길 위의 비즈니스 (2001년)